# Фёдоровка (Сорочинский район)
Фёдоровка — село в Сорочинском городском округе Оренбургской области России.

## География
Село находится в западной части Оренбургской области, в пределах возвышенности Общий Сырт, в степной зоне, на берегах реки Сорочки, на расстоянии примерно 17 километров (по прямой) к юго-западу от города Сорочинска, административного центра района. Абсолютная высота — 106 метров над уровнем моря.
Часовой пояс
Село Фёдоровка, как и вся Оренбургская область, находится в часовой зоне МСК+2. Смещение применяемого времени относительно UTC составляет +5:00.

## Палеонтология
В районе села Фёдоровка в отложениях раннего триасового периода (верхнеиндский подъярус) обнаружен ископаемый образец темноспондильной амфибии из подсемейства Selenocarinae.

## История
До 1 июня 2015 года являлось центром ныне упразднённого Фёдоровского сельсовета.

## Население
| 2010 |
| ---- |
| 575  |

Половой состав
По данным Всероссийской переписи населения 2010 года в половой структуре населения мужчины составляли 47 %, женщины — соответственно 53 %.
Национальный состав
Согласно результатам переписи 2002 года, в национальной структуре населения русские составляли 88 % из 701 чел.